# Straß im Attergau
Straß im Attergau là một đô thị thuộc huyện Vöcklabruck thuộc bang Oberösterreich, Áo. Đô thị Straß im Attergau có diện tích 31 km², dân số thời điểm năm 2006 là 570 người.